# Flugplatz Brandenburg-Briest

i7
i11
i13
Der Flugplatz Brandenburg-Briest (ICAO-Code: EDUB) war ein Sonderlandeplatz und lag etwa 65 km westlich vom Stadtzentrum Berlins und lag teilweise im Stadtteil Görden der Stadt Brandenburg an der Havel und im heutigen Ortsteil Briest der Stadt Havelsee. Er lag in der Nähe der Havel, verfügte über eine 1499 m lange Betonbahn und war zugelassen für ein maximales Abfluggewicht von 14.000 kg sowie ausschließlich für Sichtanflüge (VFR).

## Geschichte
Auf dem Gelände siedelte sich als erstes die Brandenburgische Flugzeugwerke GmbH an, die im Mai 1914 die Produktion von Etrich Tauben aufnahm, aber bereits am 1. Juli von Camillo Castiglioni aufgekauft wurde und als Hansa-Brandenburg Flugzeugwerke AG im Ersten Weltkrieg Militärflugzeuge herstellte. Eröffnet wurde der Flugplatz als Flugstützpunkt Briest am 29. Juni 1914, einen Tag darauf landeten die ersten Flugzeuge. 1916 nahm eine Fliegerschule ihre Arbeit auf. Die Flugzeugproduktion und Pilotenausbildung endete mit der Besetzung durch aufständische Matrosen während der Novemberrevolution. Ab März 1919 veranlasste die Interalliierte Militär-Kontrollkommission die Demontage der Infrastruktur; die weitere Nutzung beschränkte sich auf die Landwirtschaft.

Erst 1929 fand ein weiterer, getarnter Ausbau unter Umgehung der Bestimmungen des Friedensvertrags von Versailles statt. Im Jahr 1936 wurde die Ausweitung zu einem Schulfliegerhorst der Luftwaffe in Angriff genommen. Die benachbarten Arado Flugzeugwerke unterhielten auf dem Platz einen Montagebetrieb. Der Ausbildungsbetrieb begann im April 1939 durch die Fluglehrerschule der Luftwaffe und wurde bis kurz vor Kriegsende durchgeführt. Im Juli 1942 wurde hier die I. Gruppe des Kampfgeschwaders 50 gebildet, die mit der neuen viermotorigen Heinkel He 177 ausgerüstet war.

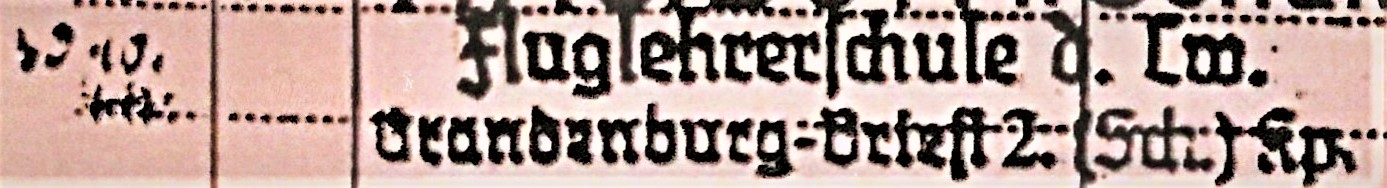
Fluglehrerschule der Luftwaffe in Brandenburg-Briest, Oktober 1944

 Daneben wurde Brandenburg-Briest auch von mehreren Jagdfliegereinheiten belegt, unter anderem wurde hier ab Januar 1945 der Eliteverband JV 44 gebildet und der Platz, in die Reichsverteidigung eingebunden, zum Schutz Berlins genutzt. Er diente auch als Montage- und Einsatzstützpunkt des neuentwickelten Strahljägers Me 262. Am 10. April 1945 wurde der Flugplatz durch 138 B-17-Bomber der 8. US-Luftflotte angegriffen, die schwere Schäden hinterließen. Am 29. April besetzte die Rote Armee das Gelände. 
Nach dem Krieg wurden die vorhandenen Gebäude größtenteils abgerissen und auf dem Areal von 1945 bis 1948 ein Internierungslager des NKWD betrieben. Ab 1949 diente der wiederhergerichtete Flugplatz als Stützpunkt der Gruppe der Sowjetischen Streitkräfte in Deutschland (GSSD). Stationiert waren bis 1953 Jagdflieger- und bis 1956 Schlachtfliegereinheiten. 
Ab Oktober 1956 wurde Brandenburg-Briest durch die neugegründete NVA genutzt. Dort waren die Hubschrauberausbildungsstaffel HAS-35 (später Hubschrauberausbildungsgeschwader (HAG) 35) und das HG-34 (später Transporthubschraubergeschwader 34 (THG-34) „Werner Seelenbinder“) mit Mil Mi-8 stationiert, kurzzeitig auch die Hubschrauberstaffel 64 (ehemalige 4. Staffel des HG-34, später KHG-67) mit Mil Mi-8TB und Mil Mi-24. Es wurde Ende 1982 nach Cottbus verlegt.
Nach Auflösung der NVA wurde der Flugplatz zeitweise durch Teile des Lufttransportgeschwaders 65 der Luftwaffe weiter genutzt. 
Nach erfolgter Umwidmung für den zivilen Luftverkehr blieb der Sonderlandeplatz EDUB bis 2009 in Betrieb. 
Der Pachtvertrag der Flugplatz Brandenburg-Briest Verwaltungs GmbH als Nutzerin des Sonderlandeplatzes mit der Grundstückseigentümerin Bundesanstalt für Immobilienaufgaben lief Ende Juli 2009 aus. Die Grundstückseigentümerin beantragte den Entzug der luftfahrtrechtlichen Genehmigung für den Sonderlandeplatz (Entwidmung) und den damit verbundenen Verlust der flugtechnischen Zulassung des 400 ha großen Areals, um einen Solarenergie-Produzenten ansiedeln zu können. Im Jahr 2011 ging auf dem ehemaligen Flugplatz der Solarpark Brandenburg-Briest an das deutsche Stromnetz.